# Дайсецудзан (планински масив)
Дайсецудзан или Токати (на японски: 大雪山系, Голяма снежна планина) е планински вулканичен масив в Япония, разположен в централната част на остров Хокайдо. Явява се централен планински възел на планините на остров Хокайдо с диаметър около 100 km. На север от него се простира планината Китами, на юг – хребетът Хидака, а на изток ниска седловина го отделя от хребета Сиретоко. Най-високата му точка е угасналият стратовулкан Асахи (2290 m), максималната височина на остров Хокайдо, а в южната му част се извисява действащият вулкан Токати (2077 m). Изграден е предимно от гранити, пясъчници, кварцити и шисти. От него в три посоки водят началото си ней-големите реки на острова: на запад – Исикари с притоците си Тюбецу и Сорати, вливаща се в Японско море; на североизток – Юбецу и Токоро, вливащи се в Охотско море; на югоизток – Токати, с притоците си Отофуке и Тосибецу, вливаща се в Тихия океан. Склоновете на масива са покрити с планинска тайга. В него е създаден националният парк „Дайсецудзан“.